# Небојша Бабић
Небојша Бабић (Београд, 1968) српски је фотограф на прелазу из 20. у 21. век.

## Биографија
Фотографијом је почео да се бави професионално веома рано — већ са двадесетак година је постао познат као модни и уметнички фотограф, присутан у већини тадашњих часописа. Такође доста излаже на изложбама које организује Фото савез, а врло брзо почиње и са самосталним изложбама. Радио је као фотограф или уредник фотографије за бројне часописе (Укус несташних, Амбијенти итд), а познат је и по одличним фотографијама и дизајну омота за бројне музичаре и групе (Ван Гог, Горан Бреговић...), тематским календарима за познате српске фирме итд. Радио је и фотографије за промотивне материјале Београдске недеље моде.
Члан је УЛУПУДС-а, УЛУФ-а, САМ-а и Ппоф-Е. Добитник је многих награда, од којих су најважније: „Pantene Beauty Awards“ за најбољег модног фотографа СЦГ 2002. и 2004. године и Велике награде Мајског салона 2005. Члан је српског олимпијског комитета од 2009. године. Неки од његових радова налазе се у збирци Музеја примењене уметности у Београду.
Основао је галерију „O3ONE“, часопис Амбијенти и фестивал нових комуникација — B-Link.